# Mémoire vive (album)
Pour les articles homonymes, voir Mémoire vive (homonymie).
 (mars 2024).
Si vous disposez d'ouvrages ou d'articles de référence ou si vous connaissez des sites web de qualité traitant du thème abordé ici, merci de compléter l'article en donnant les références utiles à sa vérifiabilité et en les liant à la section « Notes et références ».
Mémoire vive est le cinquième album studio du groupe canadien Garolou, le premier après leur retour en 1993 après 10 années d'absence.

## L'album
Depuis plus d’un quart de siècle, Garolou rejoint des centaines de milliers de francophones. Puisant dans le folklore traditionnel jusqu’au Moyen Âge, il livre une musique des plus vivantes, aux sonorités contemporaines. Déjà récipiendaire de deux prix Félix et d'un disque d'or, Garolou en remet avec un nouvel album mis en nomination à l’ADISQ pour le meilleur album folk.

## Musiciens
- Michel Lalonde - guitares & voix
- Marc Lalonde - basse & voix
- Réginald Guay - claviers & voix
- Michel (Stan) Deguire - batterie
- Gaston Gagnon - guitare solo

## Liste des pistes
1. Quand l'amour n'y est pas (5:00)
2. La fille du roi d'Espagne (4:03)
3. Le soleil s'en va se coucher (5:01)
4. Le flambeau d'amour (3:28)
5. La fille-soldat de Montcontour (5:00)
6. Le cheval en peinture (3:54)
7. Mes souliers sont ronds (3:12)
8. Déline (4:14)
9. Cherchant ses amours (4:00)
10. Blanche comme la neige (5:52)
11. Nanon (6:43)

Toutes les pièces sont d'origine traditionnelle arrangées et orchestrées par Garolou.